# Kemi Badenoch
Olukemi Olufunto Adegoke Badenoch (født Adegoke den 2. januar 1980, kendt som Kemi Badenoch) er en britisk politiker, der er leder af det Konservative Parti og af oppositionen i det britiske underhus.
Hun var 2023-2024 erhvervs- og handelsminister og fra 2022 til 2024 minister for kvinder og ligestilling. Hun er medlem af det konservative parti og har siden 2017 været parlamentsmedlem (MP) valgt i North West Essex, tidligere Saffron Walden.
I 2012 stillede hun op som kandidat til valget til London Assembly, hvor hun blev valgt som suppleant. Da Victoria Borwick blev valgt til Underhuset, indtrådte Badenoch i 2015 i London Assembly. Badenoch, der var tilhænger af Brexit ved folkeafstemningen i 2016, blev i 2017 valgt ind i Underhuset. Da Boris Johnson i juli 2019 blev premierminister, blev Badenoch udnævnt til juniorminister for børne- og familieområdet. Ved regeringsrokaden i februar 2020 blev hun udnævnt til juniorminister i Finansministeriet (Exchequer Secretary to the Treasury) og juniorminister for ligestilling. I september 2021 blev hun forfremmet til minister for ligestilling og udnævnt til minister for lokaldemokrati, tro og samfund.
I juli 2022 trådte Badenoch tilbage som minister i protest mod Johnsons ledelse. Hun stillede uden held op til formandsvalg i Det Konservative Parti i juli-september 2022. Da Liz Truss blev premierminister i september 2022, blev Badenoch udnævnt til udenrigsminister for international handel og formand for det britiske Handelsråd og blev optaget i Statsrådet. Da Liz Truss' korte regeringsperiode ophørte, blev Badenoch genudnævnt til handelssekretær af Truss' efterfølger, Rishi Sunak, og blev også minister for kvinder og ligestilling.
I en regeringsrokade i februar 2023 overtog Badenoch stillingen som erhvervs- og handelsminister og fortsatte som minister for kvinder og ligestilling. Efter de konservatives nederlag ved parlamentsvalget i 2024 blev Badenoch udnævnt til skyggeminister for boliger, lokalsamfund og lokalforvaltning i Sunaks skyggekabinet.
I forbindelse med Sunaks beslutning om at træde tilbage som leder af det konservative parti, meddelte Badenoch sit kandidatur til posten som leder af det konservative parti.

## Opvækst og uddannelse
Olukemi Adegoke blev født den 2. januar 1980 i Wimbledon i London. Hun er et af tre børn født af nigerianske Yoruba-forældre. Hendes far var praktiserende læge, og hendes mor var professor i fysiologi. Badenoch tilbragte sin barndom i Lagos i Nigeria og i USA, hvor hendes mor holdt foredrag. Hun vendte tilbage til Storbritannien som 16-årig for at bo hos en af morens venner grundet den forværrede politiske og økonomiske situation i Nigeria. Selvom hun er britisk statsborger og født i Det Forenede Kongerige, udtalte Badenoch under sin parlamentariske jomfrutale, at hun "i alle henseender var en førstegenerations immigrant".
Badenoch tog en collegeuddannelse ved Phoenix College i Morden i det sydlige London, og studerede Computer Systems Engineering ved University of Sussex, hvor hun tog en Master of Engineering (MEng) i 2003.

## Tidlig erhvervskarriere
Hun arbejdede oprindeligt inden for IT- sektoren, først som softwareingeniør hos Logica (senere CGI Group) fra 2003 til 2006. Mens hun arbejdede der, læste hun jura på deltid ved Birkbeck, University of London, og dimitterede som Bachelor of Laws (LLB) i 2009. Badenoch arbejdede derefter som systemanalytiker hos Royal Bank of Scotland Group, og arbejdede herefter fra 2006 til 2013 inden for rådgivning og finansielle tjenesteydelser ved formueforvalteren Coutts. Hun var fra 2015 til 2016 "digital director" for The Spectator fra 2015 til 2016.

## Politisk karriere
Badenoch meldte sig i 2015 ind i det konservative parti. Ved parlamentsvalget i 2010 stillede hun op i valgkredsen Dulwich og West Norwood og kom på tredjepladsen efter Labour-partiets siddende parlamentsmedlem Tessa Jowell og den liberale demokratiske kandidat Jonathan Mitchell.

### London Assembly
I 2012 stillede Badenoch op for de konservative til valget til London Assembly, men blev ikke valgt ind, men blev dog 2. suppleant. Da en af de valgte kandidater, Victoria Borwick, og 1. suppleanten Suella Braverman, senere ved parlamentsvalget i 2015 blev indvalgt i parlamentet, og derved forlod London Assembly, indtrådte Badenoch i London Assembly, hvor hun sad til 2017.
Ved folkeafstemningen Storbritanniens EU-medlemskab i 2016 støttede Badenoch Brexit.

## Parlamentarisk karriere
Badenoch stillede op som kandidat ved parlamentsvalget i 2017, hvor hun blev valgt i den sikre kreds Saffron Walden.
Efter kun to i Underhuset blev Badenoch nævnt som en potentiel kandidat til formandsposten i partiet, og derved til posten som Premierminister, men støttede i stedet Michael Goves kampagne. Ved parlamentsvalget i december 2019 blev hun genvalgt til Underhuset.

### Johnsons regering
I juli 2019 blev Badenoch af Boris Johnson udnævnt til en junior-ministerpost for børn og familier. I februar 2020 blev Badenoch udnævnt til en junior-ministerpost i finansministeriet og junior-minister for ligestilling.
Ved en regeringsrokade i september 2021 blev Badenoch forfremmet til ligestilingsminister og udnævnt til minister for boliger, lokalsamfund og lokale myndigheder. Få dage efter hendes udnævnelser blev sidstnævnte titel omdøbt til "Minister for opgradering af lokalsamfund" (Minister of State for Leveling Up Communities)". Den 6. juli 2022 trak Badenoch sig ud af regeringen sammen med sine ministerkolleger Alex Burghart, Neil O'Brien, Lee Rowley og Julia Lopez. Gruppen afgav en fælles erklæring, hvori Johnsons håndtering af Chris Pincher-skandalen blev skarpt kritiseret.

### Opstilling til valg til leder af Det Konservative Parti 2022
Ved Boris Johnsons tilbagetræden stillede Badenoch op til valget som leder af det konservative parti og udtalte, at hun ønskede at "fortælle sandheden", og at hun gik ind for "en stærk, men begrænset regering". Som kandidat kaldte hun målet om netto-nul CO2-emissioner "ugennemtænkt" og sagde, at politikere var blevet "hooked på ideen om, at staten løser størstedelen af problemerne".
Ifølge The Sunday Times meldte Badenoch sig til kapløbet som "en relativt ukendt lokalsamfundsminister", men "inden for en uge havde (hun) etableret sig som oprørskandidaten til valget til Storbritanniens næste premierminister". Hun blev elimineret i fjerde afstemningsrunde og støttede ikke en anden kandidat.

### Truss' regering
Da Liz Truss i september 2022 blev premierminister, udnævnte hun Badenoch til minister for international handel. Efter Truss' tilbagetræden den følgende måned, støttede Badenoch Rishi Sunak ved ledervalget.

### Sunak-regeringen
Da Sunak tiltrådte og dannede sin regering den 25. oktober 2022 bibeholdt Badenoch posten som minister for international handel og fik tillige posten som minister for kvinder og ligestilling.
Ved en regeringsrokade i februar 2023 blev Badenoch udnævnt til minister for det nyoprettede erhvervs- og handelsministerium med fortsat ansvar for ligestilling.
Hun blev i 2023 af The New Statesman udråbt til den syvende mest magtfulde britiske højrefløjsfigur og blev beskrevet som mange partimedlemmers "darling" på trods af "kølende entusiasme".

### I opposition efter de konservatives valgnederlag
Ved parlamentsvalget i 2024 blev Badenoch valgt til Underhuset, nu for North West Essex efter en ændring af de britiske valgkredse. Det konservative parti led nederlag ved valget, og Sunaks regering måtte fratræde. Hun blev herefter udnævnt til skyggeminister for boliger, lokalsamfund og lokalforvaltning. Hun kritiserede offentligt Rishi Sunak og Suella Braverman. Den 28. juli 2024 meddelte hun, at hun stillede op til valget til at blive den nye leder af partiet. På trods af, at hun i begyndelsen af valgkampen blev betragtet som frontløberen, blev Badenoch i både den første og anden afstemningsrunde nr. 2 efter Robert Jenrick. Badenoch vandt dog den senere afstemningsrunde om det endelige kandaditur med én stemme foran Robert Jenrick og fem foran James Cleverly, der blev elimineret. Der var herefter alene Badennoch og Jenrick som kandidater til valget af ny konservativ leder, og den 2. november 2024 meddelte partiet, at Badenoch havde vundet urafstemningen om posten som partiets leder.

## Politiske synspunkter
Badenoch ses af mange som tilhørende højrefløjen i det konservative parti. Hun har beskrevet sig selv som værende på den liberale fløj i partiet og i øvrigt "ikke rigtigt (har) venstreorienterede meninger om noget". Hun har erklæret sig inspireret af den engelske filosof Roger Scruton og den amerikanske økonom Thomas Sowell og dennes bog Basic Economics. Hun er også blevet karakteriseret som en socialkonservativ og "anti-woke" politiker.

## Privatliv
Hun er gift med Hamish Badenoch; de har to døtre og en søn.
Badenoch beskriver sig selv som en agnostiker med kulturelle kristne værdier.